# Sapromyza leptoptera
Sapromyza leptoptera är en tvåvingeart som först beskrevs av Frey 1919.  Sapromyza leptoptera ingår i släktet Sapromyza och familjen lövflugor. Inga underarter finns listade i Catalogue of Life.